# Bureau of Ordnance
O Bureau of Ordnance (BuOrd) foi uma organização da Marinha dos Estados Unidos, responsável pela aquisição, armazenamento e implantação de todas as armas navais, entre os anos de 1862 e 1959.

## Histórico
O Congresso estabeleceu o Bureau no Departamento da Marinha por um ato de 5 de julho de 1862 (12 Stat. 510), que transferiu as funções hidrográficas do Bureau of Ordnance and Hydrography da Marinha (1842–1862) para o recém-criado Bureau of Navigation.
Durante o início do século XX, BuOrd envolveu-se no desenvolvimento de armas aéreas. Isso muitas vezes levava a atritos com o Bureau of Aeronautics (BuAer), que era responsável pelo desenvolvimento de aeronaves navais. O trabalho do BuAer em "aeronaves sem piloto", ou drones, entrou em conflito com o desenvolvimento de mísseis guiados de BuOrd. Após a Segunda Guerra Mundial, a Marinha examinou maneiras de melhorar a coordenação entre os dois departamentos; por fim, foi tomada a decisão de fundir as duas organizações em um novo departamento, conhecido como Bureau de Armas Navais (BuWeps).
Ele foi duramente criticado durante a Segunda Guerra Mundial por sua falha em remediar rapidamente os inúmeros problemas com o torpedo Mark 14, que teve uma taxa de insucesso de mais de 70%.
A BuOrd foi desativada pelo Congresso por um ato de 18 de agosto de 1959 (73 Stat. 395) e suas funções foram transferidas para o recém-criado Bureau of Naval Weapons. A BuAir fundiu-se com a BuOrd para formar a BuWeps. O BuWeps, por sua vez, foi extinto em 1966, quando a Marinha revisou sua organização de material, e foi substituído pelo Naval Ordnance Systems Command (NAVORD) e pelo Naval Air Systems Command (NAVAIR). Outros comandos de sistemas na época incluíam o Naval Ship Systems Command (NAVSHIPS) e o Naval Electronics Systems Command (NAVELEX). As funções de artilharia de navios e submarinos caíram sob o novo Comando de Sistemas de Artilharia Naval, enquanto a artilharia aérea permaneceu com o Comando de Sistemas Aéreos Navais. Em julho de 1974, o Naval Ordnance Systems Command e o Naval Ship Systems Command se fundiram para formar o Naval Sea Systems Command (NAVSEA). As funções tradicionais de Artilharia Naval são agora conduzidas nos Centros Navais de Guerra de Superfície, que estão sob o comando do Naval Sea Systems Command.

### Leitura  adicional
- Rowland, B.;  et al. (1954). US Navy Bureau of Ordnance in World War II. Washington: Department of the Navy